# Chilosphex pseudargyrius
Chilosphex pseudargyrius là một loài côn trùng cánh màng trong họ Sphecidae, thuộc chi Chilosphex. Loài này được Roth in de Beaumont miêu tả khoa học đầu tiên năm 1967.